# Округ Бат (Вирџинија)
Бат (енгл. Bath County) је округ у америчкој савезној држави Вирџинија.

## Демографија
По попису из 2010. године број становника је 4.731, што је 317 (-6,3%) становника мање него 2000. године.
| Група             | 2000.         | 2010.         |
| Белци             | 4.645 (92,0%) | 4.363 (92,2%) |
| Афроамериканци    | 317 (6,3%)    | 222 (4,7%)    |
| Азијати           | 19 (0,4%)     | 7 (0,1%)      |
| Хиспаноамериканци | 18 (0,4%)     | 101 (2,1%)    |
| Укупно            | 5.048         | 4.731         |